# مادر، کوزه‌ها و سرعت
مادر، کوزه‌ها و سرعت (به انگلیسی: Mother, Jugs & Speed) فیلمی محصول سال ۱۹۷۶ و به کارگردانی پیتر ییتس است. در این فیلم بازیگرانی همچون بیل کازبی، راکل ولش، هاروی کایتل، آلن گارفیلد، لری هگمن، بروس دیویسن، دیک باتکوس، ال. کیو. جونز و تونی بازیل ایفای نقش کرده‌اند.